# Aeroporto de Toledo
O Aeroporto Municipal de Toledo - Luiz Dalcanale Filho (IATA: TOW, ICAO: SBTD) é um aeródromo civil público localizado no município brasileiro de Toledo, no estado do Paraná. Foi construído e é administrado pela prefeitura local.

## Informações
- Toledo - TOW / SBTD
- Categoria: 2C
- Endereço: PR-182 - km 5 - Rodovia Alberto Dalcanale
- Administração: Prefeitura de Toledo
- Nome do aeroporto: Luiz Dalcanale Filho
- Telefones: 45 3278 5820 - 45 3278-7556
- Terminal de passageiros: 405,20 m²
- Estacionamento: 80 veículos
- Dimensões da pista: 1670 x 30 metros
- Voos comerciais: Não
- Operações noturnas: Sim
- Número de operações:
- Altitude: 565 metros
- Revestimento da pista: Asfalto
- Resistência da pista: 33/F/C/X/U[2]
- Operação VFR/IFR
- Procedimentos IFR: RNAV/NDB
- Designativo das cabeceiras: 02/20
- Coordenadas geográficas: 24º41'07"S/053º41'48"W
- Rádio Toledo: (AFIS) 131.050 MHz | Controle (APP): 129.700 MHz | FCA SSOK (Coordenação): 123.450 MHz
- NDB TOL 385 kHz

## Histórico
O aeroporto foi construído por meio de um mutirão em apenas 52 horas ininterruptas de trabalho de homens e máquinas, com o apoio da Colonizadora Maripá. Inaugurado em 24 de janeiro de 1954, com a denominação "Aeroporto Major Wilson França", teve relevante papel no desenvolvimento de Toledo.  
Seu primeiro voo comercial ocorreu em 17 de agosto do mesmo ano, pela empresa Serviços Aéreos Cruzeiro do Sul, com uma aeronave Douglas DC-3, prefixo PP-CID. Alguns anos depois recebeu a denominação atual, em homenageam a um dos sócios fundadores da Colonizadora Maripá.
A pista de pouso, com 1 200 por 23 metros, foi asfaltada pelo Departamento de Estradas e Rodagem - DER, em 1988. No ano seguinte foi ampliada para 1400 por 23 metros e, em 1993, para as dimensões atuais.

## Reformas
Em 2018 foram concluídas reformas no sítio aeroportuário, compreendendo o recapeamento de três centímetros e nova pintura da pista, ampliação do terminal de passageiros, instalação de cerca e melhorias na iluminação.
Em 2015, a ANAC reclassificou o PCN para 33/F/C/X/U

## Voos
No início de suas atividades atendia o transporte de passageiros e os serviços do Correio. Algumas empresas, como a Sadia Transportes Aéreos e Real Transportes Aéreos realizavam voos para as capitais São Paulo, Curitiba e Porto Alegre, além de outros municípios do Rio Grande do Sul, Santa Catarina e Norte do Paraná, como Maringá e Londrina.
Depois de anos sem voos comerciais, a Rio Sul, do grupo Varig, ligou Toledo a São Paulo e Curitiba utilizando aeronaves Embraer Brasília. Porém, a empresa abandonou a aviação regional.
Após outro período de inatividade, a Sol Linhas Aéreas fez dois voos diários para Umuarama e Curitiba, utilizando uma aeronave LET L-410, de agosto a outubro de 2011.
Em janeiro de 2019, a Azul Linhas Aéreas passou a servir o aeroporto, inicialmente com uma, depois com quatro operações semanais para o aeroporto de Curitiba, com aeronaves ATR 72-600. Esses voos decorriam de um incentivo do governo estadual para redução de impostos às empresas, mediante o acréscimo de destinos no Paraná, mas em 23 de março de 2020 os voos comerciais foram cancelados por conta da Pandemia de Covid-19. O retorno dos voos ocorreu em dezembro de 2021, com duas operações semanais para Campinas.
Em dezembro de 2023 a Azul Linhas Aéreas transferiu o voo diário para o Aeroporto de Cascavel e fechou a base local.